# Baron Corbin
Thomas Pestock (*13. září 1984, Lenexa, Kansas, USA), známější jako Baron Corbin, je americký wrestler a bývalý hráč amerického fotbalu. Pracuje ve společnosti WWE, byl zařazen do rosteru RAW.

## Mládí
Thomas Pestock se narodil 13. září 1984 ve městě Lenexa v americkém Kansasu. Trénoval box a stal se také dvojnásobným regionálním amatérským šampionem v boxu. V roce 2008 se zúčastnil národního turnaje šampionů Golden Gloves v supertěžké váze, v předkole porazil Chaena Chesse a ve čtvrtfinále prohrál s Andrae Cathronem.

## Fotbalová kariéra

### Vysoká škola
Pestock navštěvoval NCAA Division II, vysokou školu Northwest Missouri State University, kde hrál pozici offensive guard. Pestock byl jmenován čestným uznáním all-MIAA v roce 2007 a prvním týmem all-MIAA v roce 2008. Byl součástí týmů, které šly na čtyři po sobě jdoucí národní mistrovství divize II a pokaždé prohrály.

### Profesionální kariéra
Dne 27. dubna 2009 podepsal Pestock smlouvu s týmem Indianapolis Colts poté, co nebyl draftován do NFL. Jeho spolubydlícím byl jeho spoluhráč a dlouhodobý kamarád Pat McAffe, několik let poté oba působili ve WWE. Propuštěn byl 5. září 2009.
Na Vánoce, 24. prosince roku 2009 se připojil k přípravnému týmu Arizona Cardinals. A v lednu roku 2010 zde podepsal i smlouvu. Ale ani v Arizoně se neprosadil. Poslední šance přišla od Kardinálů, nakonec byl i odtud' propuštěn a vydal se na cestu profesionálního wrestlingu.

## Wrestlingová kariéra

### WWE
Mezi lety 2012 až 2016 působil v rosteru NXT. V hlavním rosteru debutoval na Wrestlemanii 32 v zápase André the Giant Memorial Battle Royal, ten dokázal vyhrát a následně byl zařazen do show SmackDown. V roce 2017 na akci Hell in Cell vyhrál WWE United States Championship, když porazil Tye Dillingera. V roce 2018 byl přeřazen do RAW. O rok později vyhrál turnaj King of the Ring. Od roku 2021 do roku 2023 mu dělal managera známý bývalý wrestler JBL. Po rozpadu tohoto přátelství se vrátil do NXT, vytvořil tag team s Bronem Breakkerem a získali spolu NXT Tag Team Championship. V roce 2024 při WWE Draftu po WrestleManii 40 byl Baron znovu povolán z NXT na show RAW, tímto se oficiálně jeho tým s Bronem Breakkerem rozpadl.

## Osobní život
V roce 2017 si vzal za ženu Rochelle Roman, mají spolu dvě dcery. Všichni spolu žijí v Tampě.
Corbin je dobrým přítelem heavymetalového zpěváka Tommyho Vexta, který mu složil nástupovou písničku „I Bring the Darkness“, kterou Corbin v ringu používal od roku 2017 do roku 2021.
Je fanouškem týmu Kansas City Chiefs.

## Úspěchy
- WWE
  - WWE United States Championship (1x)
  - NXT Tag Team Championship (1x) s Bronem Breakkerem
  - André the Giant Memorial Battle Royal (2016)
  - King of the Ring (2019)
  - Money in the Bank (2017)